# ラック・アンド・ピニオン

ラック・アンド・ピニオン

ラック・アンド・ピニオン（rack and pinion）とは、歯車の一種で、回転力を直線の動きに変換する。ピニオンとよばれる小口径の円形歯車と、平板状の棒に歯切りをした（歯がつけられた）ラックを組み合わせたもの。ピニオンに回転力を加えると、ラックが歯すじ設定された末端まで水平方向に動く。日本ではラック・ピニオンと略されることもある。

## 自動車での利用
ラック・アンド・ピニオンの典型的な使用例として、自動車におけるステアリング機構でのステアリング・ギア機構がある。ステアリング・ホイールからのシャフト（軸）先端にピニオン・ギアがあり、ラック・ギアは進行方向90度に取り付けられラック両端に個々の車輪の操舵機構が設けられる。ステアリング・ホイールの操作によりピニオン・ギアが回転し、ラックが進行方向左右に水平移動することで車輪に伝達され向きを変える。
ラック・アンド・ピニオン型ステアリング・ギア機構はボール・ナット型と比べ操作力が必要であること、路面からの反動が伝わり易いなどの欠点がある。しかし、バックラッシュが少ないこと、ステアリング操作時の操作感（ステアリング・フィール）が良いこと、構造が簡単で安価なことなどが利点である。
列型噴射ポンプを持つディーゼルエンジンでは、アクセルペダルと調速機からの入力を合成して噴射ポンプのラックを押し引きし、ピニオンに相当する外側に歯が切られたプランジャーの外筒（スリーブ）を回転させる仕組みになっている。スリーブは周上に斜めのスリットが入った一種のスリーブバルブで、燃料を加圧するプランジャーがスリットにかかると加圧室と燃料戻り管が連通して燃料が漏れ出すため燃料の圧力が下がり、噴射ノズルのばねの力が燃料の圧力に打ち勝って閉弁して噴射が終わる。ラックによってスリーブを回転させるとプランジャーの有効ストローク（加圧室と燃料戻り管が連通するまでの距離）が変化するため、噴射量の調節ができる。

## 光学機器での利用
光学機器におけるピント合わせ機構にヘリコイド式と並んでよく使われている。特に望遠鏡や顕微鏡のピント合わせはラック・アンド・ピニオンが主流である。

## 鉄道での利用
鉄道では、地上に固定されたラックと、動力車側のピニオンを組み合わせた駆動方式がある。